# جيم نورتن
جيم نورتن (بالإنجليزية: Jim Norton)‏ هو مقدم برامج إذاعية وممثل أمريكي، ولد في 19 يوليو 1968 في الولايات المتحدة.

## أعمال

### أفلام
- (2014) أفضل خمسة[6]

## وصلات خارجية
- جيم نورتن على موقع IMDb (الإنجليزية)
- جيم نورتن على موقع ميوزك برينز (الإنجليزية)
- جيم نورتن على موقع إن إن دي بي (الإنجليزية)
- جيم نورتن على موقع ديسكوغز (الإنجليزية)
- جيم نورتن على موقع قاعدة بيانات الفيلم (الإنجليزية)